# Lijst van administratieve eenheden in Bình Phước
Deze lijst bevat een overzicht van administratieve eenheden in Bình Phước (Vietnam).
De provincie Bình Định ligt in de regio Đông Nam Bộ. De oppervlakte van de provincie bedraagt 6882,2 km² en telt ruim 832.000 inwoners. Bình Định is onderverdeeld in drie thị xã's en zeven huyện.

## Thị xã

### Thị xãBình Long
- Phường An Lộc
- Phường Hưng Chiến
- Phường Phú Đức
- Phường Phú Thịnh
- Xã Thanh Lương
- Xã Thanh Phú

### Thị xãĐồng Xoài
- Phường Tân Bình
- Phường Tân Đồng
- Phường Tân Phú
- Phường Tân Thiện
- Phường Tân Xuân
- Xã Tân Thành
- Xã Tiến Hưng
- Xã Tiến Thành

### Thị xãPhước Long
- Phường Long Phước
- Phường Long Thủy
- Phường Phước Bình
- Phường Sơn Giang
- Phường Thác Mơ
- Xã Long Giang
- Xã Phước Tín

## Huyện

### HuyệnBù Đăng
- Thị trấn Đức Phong
- Xã Bình Minh
- Xã Bom Bo
- Xã Đắk Nhau
- Xã Đăng Hà
- Xã Đoàn Kết
- Xã Đồng Nai
- Xã Đức Liễu
- Xã Đường 10
- Xã Minh Hưng
- Xã Nghĩa Bình
- Xã Nghĩa Trung
- Xã Phú Sơn
- Xã Phước Sơn
- Xã Thọ Sơn
- Xã Thống Nhất

### HuyệnBù Đốp
- Thị trấn Thanh Bình
- Xã Hưng Phước
- Xã Phước Thiện
- Xã Tân Thành
- Xã Tân Tiến
- Xã Thanh Hòa
- Xã Thiện Hưng

### HuyệnBù Gia Mập
- Xã Bình Sơn
- Xã Bình Tân
- Xã Bình Thắng
- Xã Bù Gia Mập
- Xã Bù Nho
- Xã Đa Kia
- Xã Đắk ơ
- Xã Đức Hạnh
- Xã Long Bình
- Xã Long Hà
- Xã Long Hưng
- Xã Long Tân
- Xã Phú Nghĩa
- Xã Phú Riềng
- Xã Phú Trung
- Xã Phú Văn
- Xã Phước Minh
- Xã Phước Tân

### HuyệnChơn Thành
- Thị trấn Chơn Thành
- Xã Minh Hưng
- Xã Minh Lập
- Xã Minh Long
- Xã Minh Thắng
- Xã Minh Thành
- Xã Nha Bích
- Xã Quang Minh
- Xã Thành Tâm

### HuyệnĐồng Phú
- Thị trấn Tân Phú
- Xã Đồng Tâm
- Xã Đồng Tiến
- Xã Tân Hòa
- Xã Tân Hưng
- Xã Tân Lập
- Xã Tân Lợi
- Xã Tân Phước
- Xã Tân Tiến
- Xã Thuận Lợi
- Xã Thuận Phú

### HuyệnHớn Quản
- Xã An Khương
- Xã An Phú
- Xã Đồng Nơ
- Xã Minh Đức
- Xã Minh Tâm
- Xã Phước An
- Xã Tân Hiệp
- Xã Tân Hưng
- Xã Tân Khai
- Xã Tân Lợi
- Xã Tân Quan
- Xã Thanh An
- Xã Thanh Bình

### HuyệnLộc Ninh
- Thị trấn Lộc Ninh
- Xã Lộc An
- Xã Lộc Điền
- Xã Lộc Hiệp
- Xã Lộc Hòa
- Xã Lộc Hưng
- Xã Lộc Khánh
- Xã Lộc Phú
- Xã Lộc Quang
- Xã Lộc Tấn
- Xã Lộc Thái
- Xã Lộc Thạnh
- Xã Lộc Thành
- Xã Lộc Thiện
- Xã Lộc Thuận